# Teste da orelhinha

A Triagem Auditiva Neonatal Universal (TANU), popularmente conhecida como teste da orelhinha, é um exame realizado na orelha dos bebês em até 48 horas após o nascimento, com o objetivo de detectar precocemente perdas auditivas congênitas. Essa triagem aumenta a possibilidade de escolher um tratamento adequado para bebês com esse diagnóstico. A perda auditiva congênita é uma das condições mais comuns ao nascimento, com prevalência estimada de 1 a 3 por 1.000 nascidos vivos em populações de baixo risco, e de até 10 por 1.000 entre aqueles com fatores de risco.  A realização da Triagem Auditiva Neonatal Universal (TANU), tornou-se obrigatória para todos recém-nascidos brasileiros, a partir da lei federal 12.303/2010. O diagnóstico precoce é fundamental para uma intervenção eficaz, sendo ideal ser feita antes dos seis meses de vida da criança porque possibilita, em geral, melhores resultados para o desenvolvimento da função auditiva, aquisição da linguagem, da fala, do processo de aprendizagem e, consequentemente melhor desenvolvimento infantil.

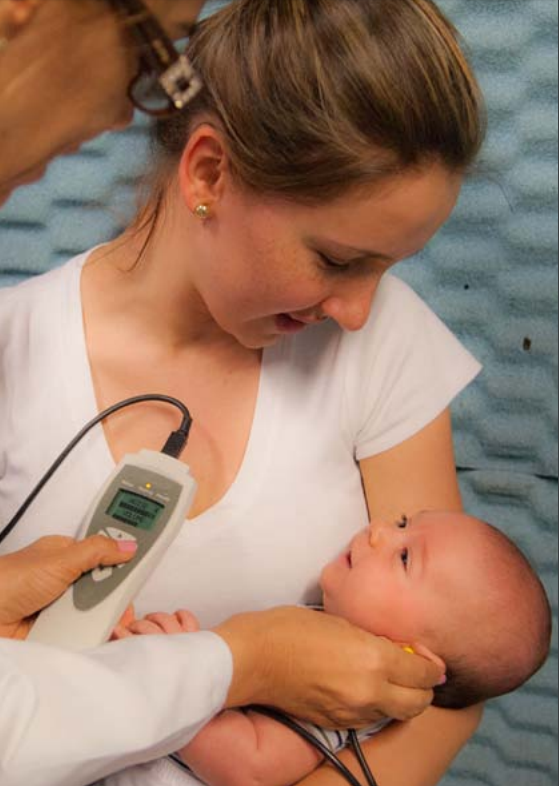
Ministério da Saúde, 2012

## História
Em 2 de agosto de 2010, o então Presidente da República do Brasil, Luiz Inácio Lula da Silva, sancionou a Lei n.º 12.303, denominada Lei do Teste da Orelhinha, que dispõe sobre a obrigatoriedade de realização deste exame em todos os hospitais e maternidades, públicos ou particulares.
É fundamental que TAN seja universal, ou seja, realizada em crianças com e sem fator de risco para deficiência auditiva, com índices de triagens realizadas superiores a 95% dos nascidos vivos. Entretanto, no Brasil, essa universalidade ainda não é uma realidade. Atualmente, o indicador nacional de universalidade da triagem aponta 37,2%, representando um índice bem inferior ao que é recomendado e preconizado pelo Comitê Multiprofissional em Saúde Auditiva – COMUSA e pelo Joint Committee on Infant Hearing.

## Métodos de Triagem Auditiva Neonatal
Emissões Otoacústicas Evocadas
- Consiste em uma liberação de energia sonora produzida na cóclea que se propaga pela orelha média até o meato acústico externo.
- Apesar de oferecer dados importantes sobre a lesão coclear, a presença das emissões otoacústicas depende de condições normais de orelha média e de um ambiente silencioso para realização do exame.[7]
- É o método mais utilizado em triagens de recém-nascidos sem fatores de risco.
- Vantagens: rápido, de baixo custo e de fácil aplicação.
- Limitações: não detecta alterações nas vias auditivas centrais e pode ser influenciado por presença de líquido no canal auditivo ou ouvido médio.

Potenciais Evocados auditivos de Tronco Encefálico (PEATE)
- Avalia as respostas elétricas das vias auditivas até o tronco encefálico.
- Indicado para recém-nascidos com fatores de risco ou que falharam nas EOAs.
- Vantagens: maior sensibilidade, especialmente para perdas auditivas retrococleares.
- Limitações: custo mais elevado e maior tempo de realização.

Esses exames não medem diretamente a audição, mas avaliam a integridade das vias auditivas periféricas e centrais, servindo como um rastreio inicial.  
O teste da orelhinha deve ser realizado pelo profissional com graduação em fonoaudiologia, ou seja, um fonoaudiólogo.

## Indicadores de risco para Deficiência Auditiva em recém-nascidos (IRDA)
A identificação de Indicadores de risco para Deficiência Auditiva (IRDA) na história clínica de neonatos e lactentes é de suma relevância para que a criança possa receber o acompanhamento auditivo ideal, assim como as estratégias adequadas para seu quadro precocemente.
Em casos de perda auditiva a intervenção precoce é necessária para que a criança possa ter a oportunidade de acessar tecnologias assistivas e acompanhamento com fonoaudiólogo logo nos primeiros seis meses de vida, dado que se a intervenção for realizada neste período possibilita melhores resultados para o desenvolvimento da função auditiva e consequentemente da comunicação oral.
Fatores como a audição e a comunicação influenciam no desenvolvimento psicossocial do indivíduo como um todo e caso a criança tenha acesso ao tratamento correto poderá ter uma melhor qualidade de vida.
De acordo com a cartilha do Ministério da Saúde de diretrizes de atenção à Triagem Auditiva Neonatal (TANU), diversos estudos epidemiológicos demonstram que a prevalência da deficiência auditiva varia de um a seis neonatos para cada mil nascidos vivos, e de um a quatro para cada cem recém-nascidos provenientes de Unidade de Terapia Intensiva Neonatal (UTIN).

## Indicadores de risco para Deficiência Auditiva
São considerados neonatos ou lactentes com indicadores de risco para deficiência auditiva aqueles que apresentarem os seguintes fatores em suas histórias clínicas:
- Pessoas na família com deficiência auditiva desde o nascimento (congênita) ou com início na infância
- Consanguinidade
- Infecções adquiridas no nascimento: Sífilis, Toxoplasmose, Rubéola, Citomegalovírus, Herpes, HIV
- Infecções bacterianas ou virais adquiridas após o nascimento: Meningite, Citomegalovírus, Herpes, Sarampo, Varicela
- Peso ao nascimento inferior a 1.500 gramas
- Prematuridade ou pequeno para a idade gestacional (PIG)
- Hiperbilirrubinemia
- Apgar de 0 a 4 no 1º minuto, ou 0 a 6 no 5º minuto
- Permanência na Unidade de Terapia Intensiva (UTI) por mais de 5 dias
- Uso de ventilação mecânica no nascimento
- Uso de antibióticos que podem prejudicar a audição como aminoglicosídeos e/ou diuréticos de alça
- Malformações na cabeça e no rosto envolvendo orelha e osso temporal
- Síndromes associadas à deficiência auditiva: Wardenburg, Alport, Pendred, entre outras
- Traumatismo craniano[12]

## Indicadores pré-natais
- Histórico de perda auditiva sensorioneural congênita na família;
- Consanguinidade entre os pais aumenta as chances de Deficiência Auditiva congênita;
- Uso de álcool, drogas psicotrópicas, de medicação ototóxica[13] e tabagismo durante a gestação, uma vez que tais substâncias atravessam a barreira placentária e prejudicam o desenvolvimento fetal;
- Infecções intra-uterinas como rubéola, toxoplasmose, citomegalovírus, herpes, sífilis e HIV;
- Diabetes gestacional;
- A ausência de acompanhamento médico pré-natal pode ser um indicador de risco, uma vez que diversas patologias que acometem a audição podem passar despercebidas durante o período gestacional.

## Indicadores pós-natais
- Hiperbilirrubinemia neonatal, que pode produzir efeito tóxico nas vias auditivas centrais provocando perda auditiva;[12]
- Asfixia severa neonatal que pode provocar lesão e morte das células do sistema auditivo;
- Traumatismo craniano principalmente na região do osso temporal;
- Uso de medicamentos ototóxicos como  aminoglicosídeos em combinação com diuréticos, tombramicina, furosemida, gentamicina, amicacina, vancomicina e, indometacina;
- Permanência na UTIN por mais de 5 dias;
- Apgar Neonatal de 0 a 4 no primeiro minuto, ou 0 a 6 no quinto minuto. O índice de Apgar verifica o estado clínico do recém-nascido e também avalia riscos de uma asfixia perinatal. São observados cinco critérios: frequência cardíaca, respiração, tônus muscular, irritabilidade reflexa e coloração da pele;[14]

- Peso ao nascer inferior a 1.500 gramas;
- Anomalias craniofaciais envolvendo orelha e osso temporal;
- Síndromes genéticas que usualmente expressam deficiência auditiva como Waardenburg, Alport, Pendred, etc;
- Distúrbios neurodegenerativos como síndrome de Charcot-Marie-Tooth, ataxia de Friedreich;
- Infecções bacterianas ou virais pós-natais como citomegalovírus, herpes, sarampo, varicela e meningite;
- Ventilação mecânica;
- Quimioterapia;
- Hipocalcemia neonatal;
- A preocupação do cuidador acerca da fala e comunicação oral da criança também deve ser um indicativo, uma vez que estes aspectos podem estar atrasados por uma possível Perda Auditiva.[15]

## Importância do Teste da Orelhinha
Os testes de triagem neonatal, quando feitos no período recomendado, têm a capacidade de identificar as doenças- alvo ainda em fase pré-sintomática em recém-nascidos e permitir intervenção precoce, prevenção de manifestações e acompanhamento da saúde da criança, seus benefícios já são consolidados na literatura.
O Teste da Orelhinha ou Triagem Auditiva Neonatal é um exame importante para detectar problemas de audição em recém-nascidos, e assim, iniciar o diagnóstico e o tratamento das alterações auditivas desde cedo. O tratamento precoce é fundamental para evitar possíveis prejuízos no desenvolvimento da linguagem e consequentemente da fala.

## Exames a serem feitos
Para os neonatos e lactentes sem indicador de risco, utiliza-se o exame de Emissões Otoacústicas Evocadas (EOAE). Caso não se obtenha resposta satisfatória (falha), repetir o teste de EOAE, ainda nesta etapa de teste. Caso a falha persista, realizar de imediato o Potencial Evocado Auditivo de Tronco Encefálico (Peate-Automático ou em modo triagem).
Para os neonatos e lactentes com indicador de risco, utiliza-se o teste de PEATE, além de serem monitorados até os três meses de idade, com nova avaliação com os pais/responsáveis orientados sobre a importância deste monitoramento, devido a possíveis alterações de orelha média, ou perdas auditivas leves permanentes.

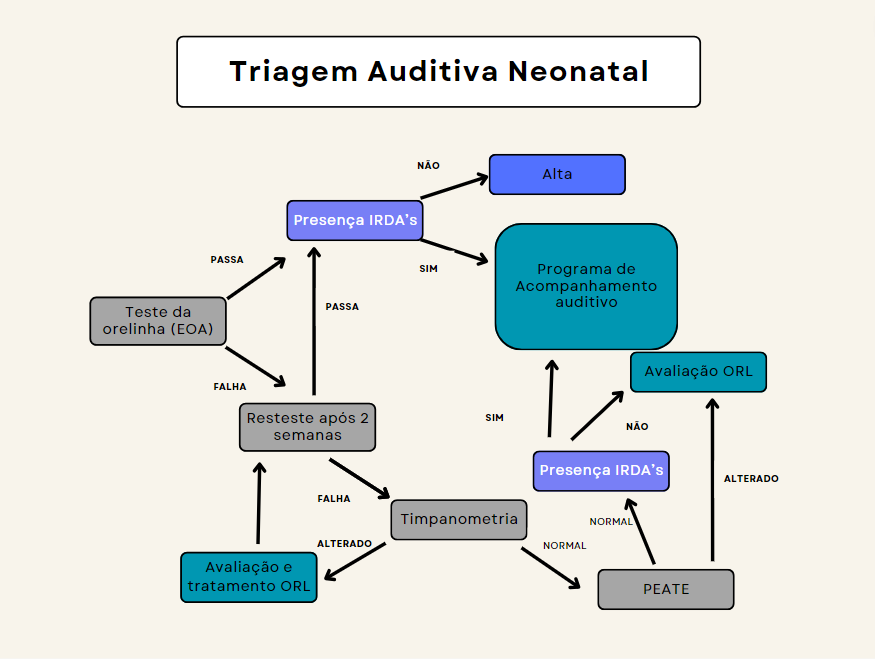
Exemplo de fluxograma de um programa de Triagem Auditiva Neonatal Universal (TANU)

O registro das EOAE é recomendado na realização da TAN em crianças sem indicador de risco, pois é um teste rápido, simples, não invasivo, com alta sensibilidade e especificidade, capaz de identificar a maioria das perdas auditivas cocleares. Para a realização do registro das EOAE é necessária a integridade anatômica da orelha externa e média. Aqueles neonatos e lactentes com malformação de orelha, mesmo que em apenas uma delas, deverão ser encaminhados diretamente para diagnóstico otorrinolaringológico e audiológico.
Caso o bebê falhe, a realização da etapa de reteste deverá acontecer no período de até 30 dias após o teste. Esse procedimento deve ser realizado em ambas as orelhas, mesmo que a falha no teste tenha ocorrido de forma unilateral. Os resultados do(s) teste(s) e reteste, bem como a necessidade de diagnóstico ou monitoramento ou acompanhamento devem ser registrados na Caderneta de Saúde da Criança.

## Como é feito o Teste da Orelhinha?
O teste da orelhinha é um exame rápido, indolor e sem contraindicação, realizado pelo fonoaudiólogo. Normalmente é realizado enquanto o bebe dorme, sem qualquer desconforto. O Conselho Federal de Fonoaudiologia e outras entidades brasileiras recomendam que o exame seja realizado na maternidade, antes da alta hospitalar. O exame é feito com a introdução de uma pequena sonda no canal auditivo, que é capaz de emitir sons e captar a resposta das células ciliadas externas da cóclea. Se as células não respondem como deveriam, o resultado do exame se mostra alterado. Neste caso, o bebe é encaminhado para um serviço de diagnóstico, é realizada a avaliação otorrinolaringológica e exames complementares. Uma vez confirmados o tipo e o grau da perda auditiva, o bebê será encaminhado para um programa de intervenção precoce a fim de orientar a família, preparar para o uso de aparelhos de amplificação ou implante coclear e terapia fonoaudiológica.

## Intervenções após a triagem
Recém-nascidos que falham na triagem inicial ou que possuem fatores de risco são encaminhados para avaliação diagnóstica, geralmente envolvendo:  
-  Audiometria de reforço visual ou comportamental (a partir dos 6 meses de idade);
- Medidas de imitância acústica (timpanometria e pesquisa dos reflexos acústicos);
- Emissões otocústicas evocadas transientes e por produto de distorção;
- Potencial evocado auditivo do tronco encefálico (neurodiagnóstico e/ou limiar eletrofisiológico)
- Testes de imagem (como tomografia computadorizada e ressonância magnética), em casos de malformações.  
Intervenção Precoce:
A detecção e intervenção até os 6 meses de vida têm impactos significativos no desenvolvimento da linguagem e na qualidade de vida. As intervenções incluem:  
- Aparelhos de Amplificação Sonora Individual (AASI);  
- Implantes cocleares para perdas severas a profundas;  

- Terapia fonoaudiológica especializada.  